# Linaria yemenensis
Il fanello dello Yemen (Linaria yemenensis (Ogilvie-Grant, 1913)) è un uccello passeriforme della famiglia Fringillidae.

## Etimologia
Il nome scientifico della specie, del quale il nome comune altro non è che una traduzione, è un chiaro riferimento all'areale di diffusione di questi uccelli.

## Descrizione

### Dimensioni
Misura 11–12 cm di lunghezza, per un peso di 13-15 g.

### Aspetto
Si tratta di uccelletti dall'aspetto robusto, in particolar modo per quanto riguarda il quarto anteriore, caratterizzati da grossa testa arrotondata, piccolo becco conico, ali appuntite e coda allungata e dalla punta forcuta.
Il piumaggio presenta dimorfismo sessuale, specie durante la stagione degli amori. Il maschio, infatti, presenta testa, petto e codione di color grigio cenere, dorso e fianchi bruno-nocciola, coda e ali nere (queste ultime con banda bianca sulle remiganti), ventre e sottocoda biancastri: durante la stagione riproduttiva, faccia, fronte e fianchi assumono decise sfumature rosso-arancio, del tutto assenti nelle femmine, che presentano inoltre livrea più sobria e dominata dai toni del bruno-beige anche sulla testa. In ambedue i sessi il becco e le zampe sono di colore nerastro, mentre gli occhi sono di colore bruno scuro.

## Biologia
Si tratta di uccelli dalle abitudini essenzialmente diurne, che all'infuori della stagione degli amori si muovono in gruppetti o in stormi anche consistenti, passando la maggior parte della giornata alla ricerca di cibo o acqua.

### Alimentazione
La dieta del fanello dello Yemen è perlopiù granivora e si basa sui semi (nonché su foglioline, boccioli, bacche e germogli) delle piante erbacee e dei bassi cespugli che crescono nel suo habitat: di tanto in tanto, in particolar modo durante il periodo riproduttivo, questi uccelli si nutrono anche di piccoli insetti.

### Riproduzione
La stagione riproduttiva si estende da marzo a luglio: tuttavia, l'osservazione di esemplari giovani appena involati in ottobre lascia supporre che essa si protragga per più tempo. I maschi corteggiano le femmine con voli di parata, gare di canto ed inseguimenti incessanti: le coppie sono stabili e durature.
Il nido, a forma di coppa, viene costruito al suolo o a poca altezza fra i cespugli o le erbe, utilizzando fibre vegetali per la parte esterna e lanugine per foderare l'interno: la sua costruzione è appannaggio esclusivo della femmina, così come lo è la cova delle 4-7 uova, che dura circa due settimane. Il maschio si occupa di nutrire la femmina durante queste operazioni e collabora con lei alle cure parentali nei confronti dei nidiacei, i quali, ciechi ed implumi alla schiusa, s'involano attorno alle tre settimane di vita, rimanendo nei pressi del nido (coi genitori che in genere portano avanti un'altra covata) ancora per un paio di settimane prima di allontanarsene in maniera definitiva.

## Distribuzione e habitat
Come intuibile sia dal nome comune che dal nome scientifico, il fanello dello Yemen abita la porzione montuosa centrale dello Yemen occidentale, spingendosi verso nord nell'Hegiaz centro-meridionale.
L'habitat di questi uccelli è rappresentato dalle aree rocciose secche collinari, submontane e montane, con presenza di copertura erbosa e cespugliosa e di fonti d'acqua dolce permanente.